# Адоєвщина (Ульяновська область)
Адоєвщина (рос. Адоевщина) — село в Радищевському районі Ульяновської області Російської Федерації.
Населення становить 684 особи. Входить до складу муніципального утворення Радищевське міське поселення.

## Історія
Населений пункт розташований на території українського культурного та етнічного краю Жовтий Клин.
Від 2004 року входить до складу муніципального утворення Радищевське міське поселення.

## Населення
| 2010 |
| ---- |
| 684  |